# Ван дер Гюн, Седрик
Седрик ван дер Гюн (нидерл. Cedric van der Gun; родился 5 мая 1979 года, Гаага) — нидерландский футболист, нападающий. С 1 июля 2014 года находится в статусе свободного агента.

## Футбольная карьера
Седрик ван дер Гюн начал свою футбольную карьеру в юношеском составе клуба ХВВ из своего родного города Гааги. Позже Седрик выступал за юношеский и молодёжный состав главной команды своего города АДО Ден Хага. В 1997 году ван дер Гюн перешёл в молодёжный состав амстердамского «Аякс», а спустя год Седрик был заявлен в основной состав команды на чемпионат Нидерландов сезона 1998/1999 под номером 36. Но дебютировать за «Аякс» в сезоне 1998/1999 Седрик так и не смог из-за высокой конкуренции в нападении клуба, помимо ван дер Гюна в клубе были такие нападающие как: Вамберто, Бенни Маккарти, Гералд Сибон, Шота Арвеладзе и Петер Хукстра. В 1999 году Седрик на правах аренды перешёл в клуб «Ден Босх» и провёл в нём весь сезон 1999/00, отыграв всего 10 матчей.
Вернувшись в «Аякс» Седрик был переведён на позицию полузащитника и довольно быстро закрепился в основном составе клуба, выступая в сезоне 2000/01 под 20-м номером. За сезон ван дер Гюн забил 9 мячей в 33 матчах. Однако следующий сезон 2001/02 Седрик провёл в качестве запасного игрока, проведя всего два матча в чемпионате. В 2002 году Седрик вновь был отдан в аренду, на этот раз в клуб «Виллем II». Дебют ван дер Гюна за команду состоялся 31 августа 2002 года в матче против «Роды», Седрик вышел на замену на 70-й минуте матча, который завершился поражением «Виллема II» со счётом 1:0, единственный мяч в матче забил Яннис Анастасиу на 88-й минуте. Всего за сезон 2002/03 Седрик отыграл 30 матчей и забил в них 6 мячей, а также получил две жёлтые карточки.
После окончания аренды в «Виллеме II», Седрик вернулся в «Аякс», а затем вновь был отдан в аренду в клуб АДО Ден Хаг. Действующий контракт с «Аяксом» у ван дер Гюна был до 1 июля 2005 года. Дебютировал в новом клубе ван дер Гюн 12 сентября 2003 года в матче против «Волендама», который завершился вничью 1:1. Свой первый мяч за АДО Седрик забил 28 сентября 2003 года в матче против НЕК’а на 56-й минуте матча, в итоге его команда выиграла со счётом 1:2. Всего в сезоне 2003/04 Седрик провёл 26 матчей и забил 6 мячей, а его команда по итогам сезона заняла 15-е место.
В следующем сезоне ван дер Гюн продолжил выступать за АДО Ден Хаг, так как команда продлила арендный договор ещё на один год. Проведя ещё один сезон за клуб, Седрик отметился шестью забитыми мячами в 33 матчах. После двух отличных проведённых сезонов за АДО Ден Хаг, Седрик летом 2005 года в качестве свободного игрока перешёл в немецкую «Боруссию» Дортмунда. Однако из-за полученной травмы и последующей её лечения, Седрик провёл за «Боруссию» всего три матча. После окончания сезона в Германии, Седрик вернулся в Нидерланды и подписал контракт до 2009 года с клубом «Утрехт».

## Достижения
«Аякс»
- Чемпион Нидерландов: 2001/02